# Jimmy Stewart
James Robert Stewart (6 de março de 1931 – 3 de janeiro de 2008) foi um automobilista escocês que participou apenas do Grande Prêmio da Grã-Bretanha de 1953 de Fórmula 1.
Ele era o irmão velho do tricampeão mundial Jackie Stewart.

## Fórmula 1[1]
(Legenda)
| Ano  | Equipe        | Chassis    | Motor          | 1   | 2    | 3   | 4   | 5   | 6         | 7   | 8   | 9   | Pontos | Posição |
| ---- | ------------- | ---------- | -------------- | --- | ---- | --- | --- | --- | --------- | --- | --- | --- | ------ | ------- |
| 1953 | Ecurie Ecosse | Cooper T20 | Bristol BS1 L6 | ARG | Indy | HOL | BEL | FRA | GBR Ret D | ALE | SUI | ITA | 0      | NC      |

### 24 Horas de Le Mans[2]
| Ano  | Equipe      | Nº | Co-Pilotos       | Chassi                  | Pneus | Classe | Voltas | Posição | Posição Na Categoria |
| Ano  | Equipe      | Nº | Co-Pilotos       | Motor                   | Pneus | Classe | Voltas | Posição | Posição Na Categoria |
| ---- | ----------- | -- | ---------------- | ----------------------- | ----- | ------ | ------ | ------- | -------------------- |
| 1954 | David Brown | 21 | Graham Whitehead | Aston Martin DB3S Coupe | A     | S 3.0  | 64     | DNF     | DNF                  |
| 1954 | David Brown | 21 | Graham Whitehead | Aston Martin 2.9L I6    | A     | S 3.0  | 64     | DNF     | DNF                  |